# Elaeocarpus de-bruynii
Elaeocarpus de-bruynii är en tvåhjärtbladig växtart som beskrevs av Oswald Schmidt. Elaeocarpus de-bruynii ingår i släktet Elaeocarpus och familjen Elaeocarpaceae. Inga underarter finns listade i Catalogue of Life.